# Rundeck
Rundeck ist ein Open-Source Automatisierungstool für den Einsatz in Rechenzentren oder Cloud-Umgebungen. Rundeck wurde unter der Apache Software Lizenz 2.0 veröffentlicht und basiert auf Java und Grails 3.  Rundeck verfügt über eine Weboberfläche mit deren Hilfe ein einfaches Einrichten, Überwachen und Steuern von Jobs möglich ist. Rundeck kann dabei Aufgaben wie das Neustarten eines Applikationsservers oder die Integration von Smoke-Tests realisieren. Neben dem automatischen Scheduling kann mit Rundeck auch eine manuelle Steuerung erfolgen.